# Половинко Іван Кузьмич
Іван Кузьмич Половинко (нар. 10 січня 1943, село Зідьки, нині смт Чугуївського району Харківської області) — український радянський діяч, секретар Тернопільського обласного комітету КПУ, 1-й секретар Борщівського районного комітету КПУ Тернопільської області, член КПРС. Кандидат економічних наук (1993), доцент.

## Біографія
У 1962 році закінчив зооветеринарний факультет Липковатівського сільськогосподарського технікуму Харківської області. Працював у сільському господарстві. У 1970 році закінчив факультет електрифікації сільського господарства Української сільськогосподарської академії в місті Києві, після чого, у 1970—1972 роках, працював на посаді інженера-електрика у Борщівському районі Тернопільської області.
З 1972 року — на партійній роботі в Тернопільській області. У 1978 році закінчив Вищу партійну школу при ЦК КПУ в Києві. У 1980 — січні 1985 року — 2-й секретар Підволочиського районного комітету КПУ Тернопільської області, голова виконавчого комітету Підволочиської районної ради народних депутатів Тернопільської області. У січні 1985 — листопаді 1988 року — 1-й секретар Борщівського районного комітету КПУ Тернопільської області. 4 листопада 1988 — квітень 1990 року — секретар Тернопільського обласного комітету КПУ з питань сільського господарства.
У квітні 1990 — 1991 року — 1-й заступник голови виконавчого комітету Тернопільської обласної ради народних депутатів з питань агропромислового комплексу. З 1992 року — генеральний директор спільного підприємства «Фірма «Басарабія»; директор Тернопільської обласної птахофабрики.
Одночасно працював викладачем, від 1995 року — доцентом кафедри економіки Тернопільської академії народного господарства. У 1993 році захистив кандидатську дисертацію «Виробнича і соціальна сфера села». У 2000—2002 роках — проректор з питань наукової роботи, завідувач кафедри бухгалтерського обліку й аудиту Бережанського агротехнічного інституту Тернопільської області. З 2002 року — викладач кафедри агробізнесу Тернопільської академії народного господарства (Тернопільського державного економічного університету).
Співавтор підручників і навчальних посібників:
- Аграрний сервіс: економіка, організація. ефективність. Тернопіль: Економічна думка, 2007.
- Практичний посібник з економічного аналізу (Показники, методика і джерела інформації для їх визначення) Тернопіль: ТАНГ, 2002.

## Нагороди та відзнаки
- Почесний громадянин міста Борщева Тернопільської області (26.08.2006)[1].